# FK Spartak Vladikavkaz

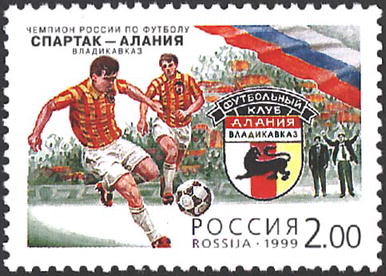
Spartak Alania op een Russische postzegel van 1995

FK Spartak Vladikavkaz (Russisch: ФК Спартак Владикавказ) was een Russische voetbalclub uit Vladikavkaz, Noord-Ossetië. De club werd in 1921 opgericht en werd in 2016 opgeheven. In 2019 werd een nieuwe profclub in de stad opgericht, FK Alanija Vladikavkaz.
De club uit Vladikavkaz werd tot nu toe 1 maal Landskampioen, 1x finalist van Russische beker, 1x finalist GOS beker en ook nog 1x winnaar van het Tweede Divisie. De club speelde zijn thuiswedstrijden in het Spartakstadion in Vladikavkaz, Noord-Ossetië. De club stond ook lange tijd bekend onder de naam Alania Vladikavkaz.

## Geschiedenis

### Oprichting en naamswijzigingen
Het voetbal werd naar de regio gebracht door Britten die de stad bezocht hadden. De club werd in 1921 opgericht als Joenitas Vladikavkaz, naar het Engelse woord Unity. In 1923 fuseerde de club met de nieuwe club Konsomol en werd zo KIM Vladikavkaz. Een laar later werd de naam echter opnieuw gewijzigd, nu in Obedinjonny Rabotsy Kloeb Imeni Lenina. In 1931 werd de stadsnaam Vladikavkaz gewijzigd in Ordzjonikidze. In 1940 werd de naam Spartak Ordzjonikidze aangenomen. Tussen 1944 en 1954 heette de stad Dzaoedzjikaoe en nam daarna opnieuw de naam Ordzjonikidze aan. In 1972 nam de club voor één seizoen de naam Avtomobilist aan. In 1990 werd de stadsnaam terug in Vladikavkaz gewijzigd. In 1995 en 1996 en opnieuw in 2003 werd de naam Spartak-Alania Vladikavkaz en daarna Alania Vladikavkaz. In 2006 speelde de club weer één seizoen als Spartak en in 2016 nam de club opnieuw deze naam aan. 

### Sovjet-Unie
In de begindagen speelde de club enkel vriendschappelijke wedstrijden of competities op regionaal niveau. In 1960 mocht voor het eerst een club uit Noord-Ossetië deelnemen aan de tweede klasse, destijds Klasse B. De plaats ging niet naar stadsrivaal Metalloerg, maar naar Spartak, dat op een laatste plaats eindigde. De volgende jaren ging het echter steeds beter en in 1964 bereikten ze de Russische eindronde om promotie met RostelMasj Rostov, Terek Grozny en Tekstilsjtsjik Ivanovo, maar werden hier laatste. Twee jaar later bereikten ze opnieuw de eindronde en werden nu tweede achter Lokomotiv Kaloega. Het volgende seizoen werd het aantal reeksen in de tweede klasse verminderd en eindigden ze in de middenmoot. In 1968 werd de club tweede achter OeralMasj. Het volgende seizoen werden ze groepswinnaar en konden nu via de eindronde wel de promotie afdwingen, vóór Dnjepr Dnjepropetrovsk, waardoor de club in 1970 voor het eerst in de hoogste klasse kon spelen.
Het eerste seizoen bij de elite eindigde met een laatste plaats en de club degradeerde naar de Pervaja Liga, die grondig gereorganiseerd was in tussentijd en nog maar uit één reeks bestond. De club eindigde nog twee keer in de subtop en werd dan een middenmoter die zelfs tegen de degradatie moest vechten. In 1981 eindigden vier clubs met evenveel punten op drie degradatieplaatsen, door een slechter doelsaldo moest Spartak degraderen. Het volgende seizoen in de derde klasse (Vtoraja Liga) werd de club met grote voorsprong op RotselMasj groepswinnaar, maar in de eindronde moesten ze de promotie aan Tekstilsjtsjik Ivanovo laten. Het volgende seizoen konden ze wel de promotie afdwingen. De volgende jaren werd de club opnieuw een grijze muis in de competitie en eindigde geen enkele keer in de top tien, tot 1990 toen de club, inmiddels weer onder de naam Spartak Vladikavkaz, kampioen werd en zo voor de tweede keer promoveerde. In het laatste seizoen van de Sovjetcompetitie eindigde de club net buiten de top tien.

### Rusland
Na het uiteenvallen van de Sovjet-Unie mocht de club van start gaan in de nieuwe Russische competitie en dat als enige club van buiten de hoofdstad Moskou die het voorgaande jaar ook al in de hoogste klasse actief was. De club werd meteen vicekampioen, achter het grote Spartak Moskou en plaatste zich zo voor de UEFA Cup, waar ze er meteen uitvlogen tegen Borussia Dortmund. Na een zesde plaats eindigden ze in 1994 vijfde, waardoor ze opnieuw Europees konden spelen, echter zorgde Liverpool ook opnieuw voor een snelle uitschakeling.
Het meest succesvolle seizoen was 1995, toen de club landkampioen werd, en daarmee de jarenlange hegemonie van Spartak Moskou verbrak. In Europa kon de club echter nog steeds geen potten breken. De Rangers gaven hen een pak rammel en ook het vangnet van de UEFA Cup bood geen soelaas toen ze er door RSC Anderlecht uitgeknikkerd werden. In de competitie verdedigde de club zijn titel goed en op de voorlaatste speeldag hesen ze zich langs Spartak Moskou, dat gelijk speelde. Omdat beide clubs op de laatste speeldag wonnen werd er in Sint-Petersburg een testwedstrijd om de titel gespeeld. De Moskovieten kwamen 2-0 voor, Kanisjtsjev kon in de 88ste minuut wel de gelijkmaker binnen trappen, maar de club greep naast een tweede opeenvolgende titel. In de kwalificaties van de UEFA Cup versloegen ze wel het Oekraïense Dnipro Dnipropetrovsk, maar in de eerste ronde was het alweer eindhalte toen ze op MTK Hungária botsten. Na twee plaatsen in de middenmoot werden ze in 1999 zesde en mochten zo opnieuw Europees spelen, al zorgde het Poolse Amica Wronki ook nu weer voor een onmiddellijke uitschakeling. Nadat trainer Valeri Gazzajev naar CSKA Moskou vertrok en ook een aantal andere spelers de club verliet, lukte het de club niet meer om deze goede noteringen te evenaren. In 2000 eindigde de club nog tiende, maar daarna eindigden ze steevast buiten de top tien. In 2004 eindigde de club met evenveel punten als Koeban Krasnodar op een degradatieplaats en werd gered omdat het meer wedstrijden gewonnen had, hoewel het doelsaldo van Koeban beter was. Het was echter uitstel van executie, de degradatie volgde in 2005.
Op 14 februari 2006 werden Alania en Lokomotiv Tsjita een licentie geweigerd voor de tweede klasse en hierdoor degradeerden beide clubs. Ze werden vervangen door de vicekampioenen uit de derde klasse, Lada Toljatti en Masjoek-KMV Pjatigorsk. De Russische voetbalbond wees de beslissing van de profliga echter af op 28 februari en gaf Alania en Lokomotiv tijd om aan de nodige criteria te voldoen. Hierdoor besliste de profliga om de competitie uit te breiden van 22 naar 24 clubs om zo Lada en Masjoek tegemoet te komen. Op 20 maart, enkele dagen voor de start van de competitie werden Alania en Lokomotiv alsnog uit de competitie gezet. De club werd geherstructureerd en nam terug de oude naam Spartak aan en ging van start in de tweede divisie zuid, de derde klasse. Hier werden ze met twee punten voorsprong op SKA Rostov kampioen.
De club nam voor het seizoen 2007 terug de naam Alania aan en eindigde twee jaar op rij in de middenmoot van de eerste divisie. In 2009 verloor de club op de laatste speeldag zwaar van FK Krasnodar en verspeelde zo de promotie aan Sibir Novosibirsk. Echter doordat FK Moskou financiële problemen had en ophield te bestaan, kwam er een extra plaatsje vrij in de Premjer-Liga, waardoor Alania terugkeerde naar de elite. De club streed het hele seizoen tegen de degradatie en eindigde samen met Amkar Perm op een degradatieplaats, maar deze keer trok de club aan het kortste eind en degradeerde. Enige opsteker dat jaar was het bereiken van de finale in de Russische beker waarin ze verloren van CSKA Moskou met 2-1. Doordat deze club zich voor de Champions League plaatste mochten ze als verliezend finalist wel Europa in. Nadat het Kazachste FK Aktobe met moeite opzij gezet werd verloren ze in de play-offs van Beşiktaş.
Het volgende seizoen was een extra lang omdat er omgeschakeld werd van een lente-herfst-seizoen in één kalenderjaar naar een zomer-lente seizoen gespreid over twee kalenderjaren zoals de andere competities in Europa. Na de reguliere competitie stond Alania samen met Mordovia Saransk aan de leiding. De top acht speelde nog veertien wedstrijden verder tegen elkaar en uiteindelijk werd Alania tweede waardoor ze opnieuw promoveerden. Ook nu bleef de terugkeer slechts bij één seizoen.
Op dinsdag 11 februari 2014 werd bekend dat de club vanwege een faillissement per direct ophield te bestaan. De club zou in de middenmoot geëindigd zijn.. Het reserve-elftal Alania-2 ging daarop verder in de derde klasse en wijzigde de naam in Alania. In 2016 werd Alania officieel ontbonden vanwege financiële problemen en werd de club als FK Spartak heropgericht. Ze mochten niet terug de naam Alania aannemen vanwege de schuldenberg die de club opgestapeld had. In 2019 werd een nieuwe club FK Alanija opgericht, die in de tweede divisie van start ging. Vele spelers maakten de overstap, maar ook Spartak kreeg nog een licentie voor 2019/20 zodat beide clubs in dezelfde divisie zullen spelen. De competitie werd door de coronapandemie stopgezet na 19 speeldagen. Spartak stond laatste en Alanija tweede. Na dit seizoen legde Spartak de boeken neer. 

## Naamswijzigingen
- 1921-1923 Joenitas Vladikavkaz
- 1923-1924 KIM Vladikavkaz

## Erelijst
- Russisch landskampioenschap

1995
- Russische Tweede Divisie

2006
- GOS beker

finalist 1996

## Vladikavkaz in Europa
Uitslagen vanuit gezichtspunt Vladikavkaz
| Seizoen                                                     | Competitie       | Ronde | Land                | Club                  | Totaalscore  | 1e W    | 2e W       | PUC |
| ----------------------------------------------------------- | ---------------- | ----- | ------------------- | --------------------- | ------------ | ------- | ---------- | --- |
| 1993/94                                                     | UEFA Cup         | 1R    | Vlag van Duitsland  | Borussia Dortmund     | 0-1          | 0-0 (U) | 0-1 (T)    | 1.0 |
| 1995/96                                                     | UEFA Cup         | 1R    | Vlag van Engeland   | Liverpool FC          | 1-2          | 1-2 (T) | 0-0 (U)    | 1.0 |
| 1996/97                                                     | Champions League | Q     | Vlag van Schotland  | Rangers FC            | 3-10         | 1-3 (U) | 2-7 (T)    | 2.0 |
| 1996/97                                                     | UEFA Cup         | 1R    | Vlag van België     | RSC Anderlecht        | 2-5          | 2-1 (T) | 0-4 (U)    | 2.0 |
| 1997/98                                                     | UEFA Cup         | 2Q    | Vlag van Oekraïne   | Dnipro Dnipropetrovsk | 6-2          | 2-1 (T) | 4-1 (U)    | 5.0 |
|                                                             |                  | 1R    | Vlag van Hongarije  | MTK Hungária FC       | 1-4          | 0-3 (U) | 1-1 (T)    | 5.0 |
| 2000/01                                                     | UEFA Cup         | 1R    | Vlag van Polen      | Amica Wronki          | 0-5          | 0-3 (T) | 0-2 (U)    | 0.0 |
| 2011/12                                                     | Europa League    | 3Q    | Vlag van Kazachstan | Aqtöbe FK             | 2-2 (4-2 ns) | 1-1 (T) | 1-1 nv (U) | 2.0 |
|                                                             |                  | PO    | Vlag van Turkije    | Beşiktaş JK           | 2-3          | 0-3 (U) | 2-0 (T)    | 2.0 |
| Totaal aantal behaalde punten voor UEFA coëfficiënten: 11.0 |                  |       |                     |                       |              |         |            |     |

## Bekende (oud-)spelers
- Micheil Asjvetia
- Giorgi Tsjantoeria
- Georgi Demetradze
- Micheil Kavelasjvili
- Elvin Beqiri

- Justice Christopher
- Sani Kaita
- Khalid Fouhami
- Joeri Kovtoen

- Viktor Onopko
- Royston Drenthe
- Gheorghe Stratulat
- Mirjalol Qosimov